# الطاقة النووية حسب البلد

محطة الطاقة النووية كاتينوم في فرنسا التي تنتج حوالي ثلاثة أرباع احتياجاتها من الكهرباء عن طريق الطاقة النووية.

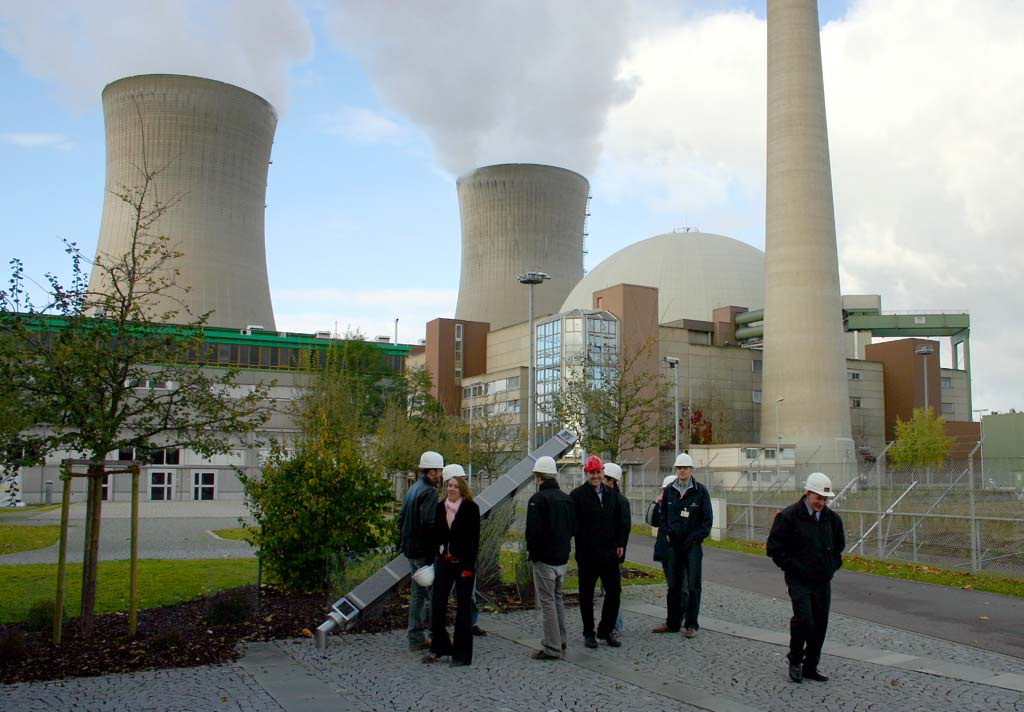
محطة الطاقة النووية Grafenrheinfeld في ألمانيا. وكانت المستشارة أنجيلا ميركل قد أعلنت على أن ألمانيا ستوقف بحلول عام 2022 14 محطة للطاقة النووية وذلك لتفادي ما حصل في اليابان خلال كارثة فوكوشيما.

تعمل حاليا محطات الطاقة النووية في 31 دولة؛
معظمها في أوروبا، أمريكا الشمالية، شرق آسيا وجنوبها. وتُعتبر الولايات المتحدة أكبر منتج للطاقة النووية؛ في حين تتوفر فرنسا على أكبر حصة من الكهرباء المولدة من الطاقة النووية.
في عام 2010 وقبل كارثة فوكوشيما، كان من المتوقع أن تصبح 10 مفاعلات نووية جاهزة للعمل في مطلع العام الموالي؛ وعلى الرغم من ذلك فقد نشرت الرابطة العالمية للطاقة النووية تقريرا أكدت فيه أن 17 من المفاعلات النووية التي كان من المقرر أن تباشر عملها خلال الفترة ما بين 2007 و 2009 لم تعمل منها سوى خمسة.
توليد الكهرباء من خلال الطاقة النووية شهد أدنى مستوياته عام 2012 وذلك منذ عام 1999.
لدى الصين «أسرع» برنامج للطاقة النووية؛ حيث تتوفر على 28 مفاعلا جديدا قيد الإنشاء بغض النظر عن مفاعلاتها السابقة والتي عادة ما لا تكشف عن عددها،  كما أن هناك عددا كبيرا من المفاعلات الجديدة التي يتم إنشائها في كل من الهند، روسيا وكوريا الجنوبية.
وفي نفس الوقت؛ تُشير الكثير من التقارير إلا أن أزيد من 100 مفاعل سيتم «على الأرجح» إغلاقه على مدى 10إلى الـ 15 سنة القادمة.
شغلت بعض البلدان في وقت سابق مفاعلاتها النووية لكنها حاليا لا تتوفر على المحطات النووية؛ من بين هذه الدول هناك إيطاليا التي أغلقت كل محطاتها النووية قبيل عام 1990، ومنذ ذلك الوقت وهي تعتبر الطاقة النووية أمر غير قانوني أما
ليتوانيا، كازاخستان وأرمينيا فقد أجريا استفتاء من أجل التخطيط لإعادة الطاقة النووية في المستقبل القريب.
تُشغل العديد من البلدان حاليا محطات الطاقة النووية ولكنها تخطط للتخلص منها تدريجيا وهذه الدول هي بلجيكا، ألمانيا، إسبانيا، سويسرا، هولندا، السويد وتايوان أما النمسا فقد أجلت العمل في محطتها النووية الجاهزة والتي لم تستعملها من قبل
بسبب نقص الدعم المالي والضغط السياسي لم تستطع كل من كوبا، ليبيا، كوريا الشمالية وبولندا إكمال بناء أول مفاعلاتها النووية، أما أستراليا، أذربيجان، جورجيا، غانا، أيرلندا، الكويت، عمان، بيرو، سنغافورة فيخططون لبناء أول محطة نووية.

## نظرة عامة

نسبة امتلاك الطاقة النووية حسب كل بلد.

من بين الـ 31 بلد الذي يتوفر على محطات للطاقة النووية؛ تُستخدم هذه الأخيرة كمصدر للكهرباء في فرنسا، سلوفاكيا، أوكرانيا، بلجيكا وهنغاريا فقط. أما باقي البلدان فلديها كميات كبيرة من الكهرباء كما تتوفر على قدرة توليد طاقة نووية «عظيمة»، ووفقا للرابطة العالمية للطاقة النووية، فإن عام 2012 شهد سباقا كبيرا للحصول على هذه الطاقة وتوقعت نفس الرابطة أن يُصبح عدد الدول التي تمتلك محطة للطاقة النووية 45 دولة على رأسهما كل من روسيا البيضاء، إيران، الأردن، تركيا، الإمارات العربية المتحدة وفيتنام. وتسعى كل من الصين، الهند وكوريا الجنوبية إلى التوسع في طموحاتهم من الطاقة النووية خاصة الصين التي تهدف إلى زيادة قدرتها النووية إلى ما لا يقل عن 80 جيجاواط بحلول عام 2020، 200 جيجاواط بحلول عام 2030 و 400 جيجاواط بحلول عام 2050، أما كوريا الجنوبية تخطط لتوسيع قدراتها النووية من 20.7 جيجاواط في عام 2012 إلى 27.3 جيجاواط في عام 2020 إلى 43 جيجاواط بحلول عام 2030، في حين تهدف الهند إلى الرفع من قدراتها إلى 14.6 جيجاواط بحلول عام 2020 و 63 جيجاواط بحلول عام 2032 كما تتوقع أن تكون 25% من الكهرباء ناتجة عن الطاقة النووية بحلول عام 2050.

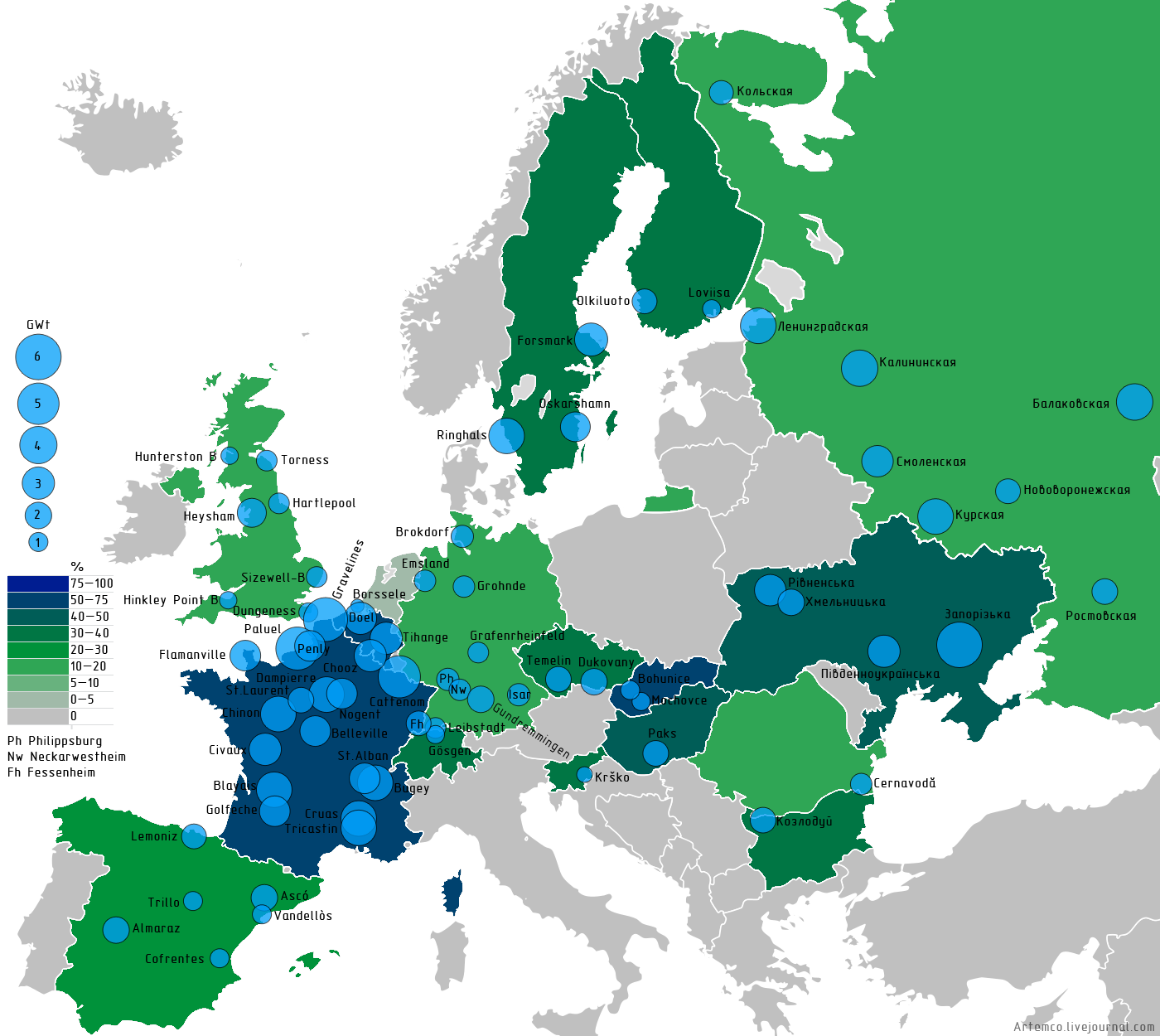
مواقع محطات الطاقة النووية في أوروبا

الوضع العالمي للطاقة النووية اعتبارا من عام 2017 (المصدر: انظر وصف الملف)

جدول زمني يُظهر امتلاك أو استغناء الدول عن قدراتها النووية منذ 1950. الأرقام الإيجابية (+) تعني امتلاك الدولة للقدرات النووية أما الأرقام السالبة (-) فتُشير إلى استغناء تلك الدول عن قدراتها النووية، كما يظهر في المبيان كارثتي تشيرنوبل وفوكوشيما

| الدولة                   | عدد محطات الطاقة النووية | القدرة (ميغاواط) | المساهمة في الكهرباء (كيلوواط ساعي) | نسبة المساهمة العامة في إنتاج الكهرباء |
| ------------------------ | ------------------------ | ---------------- | ----------------------------------- | -------------------------------------- |
| الأرجنتين                | 3                        | 1,641            | 10,012                              | 7.5%                                   |
| الإمارات العربية المتحدة | 1                        | 1,345            | 1,562                               | 1.1%                                   |
| أرمينيا                  | 1                        | 415              | 2,552                               | 34.5%                                  |
| بلجيكا                   | 7                        | 5,942            | 32,793                              | 39.1%                                  |
| البرازيل                 | 2                        | 1,884            | 13,244                              | 2.1%                                   |
| بلغاريا                  | 2                        | 2,006            | 15,938                              | 40.8%                                  |
| كندا                     | 19                       | 13,624           | 92,166                              | 14.6%                                  |
| الصين                    | 50                       | 47,528           | 344,748                             | 4.9%                                   |
| صربيا                    | 6                        | 3,934            | 28,372                              | 37.3%                                  |
| فنلندا                   | 4                        | 2,794            | 22,354                              | 33.9%                                  |
| فرنسا                    | 58                       | 63,130           | 338,671                             | 70.6%                                  |
| ألمانيا                  | 6                        | 8,113            | 60,918                              | 11.3%                                  |
| المجر                    | 4                        | 1,902            | 15,179                              | 48.0%                                  |
| الهند                    | 23                       | 7,480            | 43,029                              | 3.1%                                   |
| إيران                    | 1                        | 915              | 5,792                               | 1.7%                                   |
| اليابان                  | 33                       | 31,679           | 43,099                              | 5.1%                                   |
| كوريا الجنوبية           | 24                       | 23,150           | 152,583                             | 29.6%                                  |
| المكسيك                  | 2                        | 1,552            | 10,864                              | 4.9%                                   |
| هولندا                   | 1                        | 482              | 3,886                               | 3.2%                                   |
| باكستان                  | 5                        | 1,318            | 9,639                               | 7.1%                                   |
| رومانيا                  | 2                        | 1,300            | 10,575                              | 19.9%                                  |
| روسيا                    | 39                       | 29,503           | 201,821                             | 20.6%                                  |
| سلوفاكيا                 | 4                        | 1,837            | 14,357                              | 53.1%                                  |
| سلوفينيا                 | 1                        | 688              | 6,041                               | 37.8%                                  |
| جنوب إفريقيا             | 2                        | 1,860            | 11,616                              | 5.9%                                   |
| إسبانيا                  | 7                        | 7121             | 55,825                              | 22.2%                                  |
| السويد                   | 7                        | 7,763            | 47,362                              | 29.8%                                  |
| سويسرا                   | 4                        | 2,960            | 23,049                              | 32.9%                                  |
| تايوان                   | 4                        | 3,844            | 30,342                              | 12.7%                                  |
| أوكرانيا                 | 15                       | 13,107           | 71,550                              | 51.2%                                  |
| المملكة المتحدة          | 15                       | 8,923            | 45,668                              | 14.5%                                  |
| الولايات المتحدة         | 96                       | 98,152           | 789,919                             | 19.7%                                  |
| World total              | 448                      | 397,777 MWe      | 2,553,200                           | 10.9%                                  |

| دول تملك مفاعلات نووية وفي طور بناء مفاعلات أخرى دول تملك مفاعلات نووية وتنوي بناء مفاعلات أخرى دول لا تمتلك مفاعلات نووية، لكنها في طور بنائها دول لا تملك مفاعلات نووية، وتُخطط لبناء مفاعلات جديدة | دول تملك مفاعلات نووية وهي في حالة استقرار دول تمتلك مفاعلات نووية، لكنها تُفكر في التخلص منها نهائيا قانون وسياسة الدولة تُجرم وتحرم بناء المفاعلات النووية دول لا تمتلك لا مفاعلات نووية، ولا تبنيها ولا تُفكر في ذلك |

## قائمة من مفاعلات الطاقة النووية حسب البلد
القائمة تحتوي فقط على المفاعلات التجارية المسجلة لدى الوكالة الدولية للطاقة الذرية (اعتبارا من 2020).
| الدولة                   | عدد المفاعلات الشغالة | قيد البناء | ملاحظات ومراجع |
| ------------------------ | --------------------- | ---------- | --- |
| الأرجنتين                | 3                     | 1          | |
| أرمينيا                  | 1                     | 0          | تنوي تعويض مفاعلها النووي بآخر أكثر كفاءة |
| بيلاروسيا                | 0                     | 2          | لا زالا مفاعلاها النوويان قيد البناء |
| بلجيكا                   | 7                     | 0          | التخلص التدريجي المخطط |
| البرازيل                 | 2                     | 1          | [ 18 ] |
| بلغاريا                  | 2                     | 0          | كانت تملك أزيد من 6 مفاعلات نووية؛ لكن أربع منهم تدمرا ما بين عامي 2004 و2007، ثم قامت بتجهيز مفاعل نووي جديد تم الانتهاء منه بحلول شهر مارس/آذار من العام 2012                                                                     |
| كندا                     | 19                    | 0          | |
| الصين                    | 50                    | 11         | تتوفر الصين على أكبر عددٍ من المفاعلات النووية وتنوي الزيادة في قدرتها النووية والإنتاجية بحلول عام 2050. |
| صربيا                    | 6                     | 0          | |
| مصر                      | 0                     | 4          | في الوقت الحالي لا تملك مصر أي مفاعل للطاقة النووية لكنها تنوي امتلاك أربعة دفعة واحدة؛ ومن المقرر الانتهاء من عمليات البناء بحلول عام 2024.                                                                                        |
| فنلندا                   | 4                     | 1          | تتوفر فنلندا على أربع مفاعلات وتنوي تشييد خامس عند نهاية 2020. |
| فرنسا                    | 58                    | 1          | تمتلك فرنسا هي الأخرى عددا "كبيرا" من مفاعلات الطاقة النووية؛ وبالرغم من ذلك فهي تطمح لبناء مفاعل نووي إضافي في ظل سباق التسلح للحصول على هذه الطاقة خاصة من طرف الصين؛ روسيا والولايات المتحدة.                                    |
| ألمانيا                  | 6                     | 0          | 2022 التخلص التدريجي |
| المجر                    | 4                     | 0          | تسلك المجر هي الأخرى نفس الطريق التي سلكته ألمانيا من قبل. |
| الهند                    | 23                    | 10         | هناك 6 مفاعلات نووية قيد الإنشاء في الهند منذ 2016 ومن غير المعروف متى سيتم الانتهاء الكي منهم. |
| إيران                    | 1                     | 1          | أول مفاعل للطاقة النووية في إيران حمل اسم محطة بوشهر الكهروذرية وتبلغ قدرته الإنتاجية ما معدله 915 ميغاواط. |
| اليابان                  | 33                    | 2          | بعد حادثة فوكوشيما؛ وقَّفت اليابان كل محطاتها للطاقة النووية والتي كان يبلغ عددها آنذاك 54 مفاعلا، 42 منهم عاد للعمل في وقت لاحق و5 آخرون مستعدون للعمل في أي وقت بينما الباقي تم توقيفه نهائيا لعدة أسباب من بينها ظروف العمل السيئة |
| كوريا الجنوبية           | 24                    |            | |
| المكسيك                  | 2                     | 0          | |
| هولندا                   | 1                     | 0          | لا تتوفر هولندا سوى على محطة للطاقة النووية وحيدة. |
| باكستان                  | 5                     | 1          | الصراع الدائم بين الهند وباكستان دفع الدولتان في سباق نحو التسلح؛ لذلك تملك باكستان 5 مفاعلات للطاقة النووية ويُرتقب الانتهاء من مفاعل آخر بحلول عام 2020                                                                            |
| رومانيا                  | 2                     | 0          | |
| روسيا                    | 39                    | 3          | |
| المملكة العربية السعودية | 0                     | 0          | تنوي السعودية بناء 16 محطة للطاقة النووية في الـ 25 سنة القادمة لكن الأشغال لم تبدأ لحد الساعة (2018). |
| سلوفاكيا                 | 4                     | 2          | |
| سلوفينيا                 | 1                     | 0          | |
| جنوب أفريقيا             | 2                     | 0          | ستقوم جنوب إفريقيا ببناء 9600 ميجاوات إضافية، 6-8 مفاعلات بحلول عام 2030 |
| كوريا الجنوبية           | 24                    | 3          | |
| إسبانيا                  | 7                     | 0          | مستقر |
| السويد                   | 7                     | 0          | |
| سويسرا                   | 4                     | 0          | مخطط التخلص التدريجي. |
| تايوان                   | 4                     | 2          | من المرتقب أن تنتهي تايوان من مفاعلاها النووييان الجديدان بحلول عام 2025. |
| تركيا                    | 0                     | 3          | |
| أوكرانيا                 | 15                    | 2          | انتهت أوكرانيا من بناء المفاعلان الجديدان عام 2018. |
| الإمارات العربية المتحدة | 1                     | 3          | تنوي الإمارات الانتهاء من المفاعلات الأربع ما بين 2018 و 2020. |
| المملكة المتحدة          | 15                    | 1          | |
| الولايات المتحدة         | 96                    | 2          | |
| العالم                   | 448                   | 55         | |